# 回转

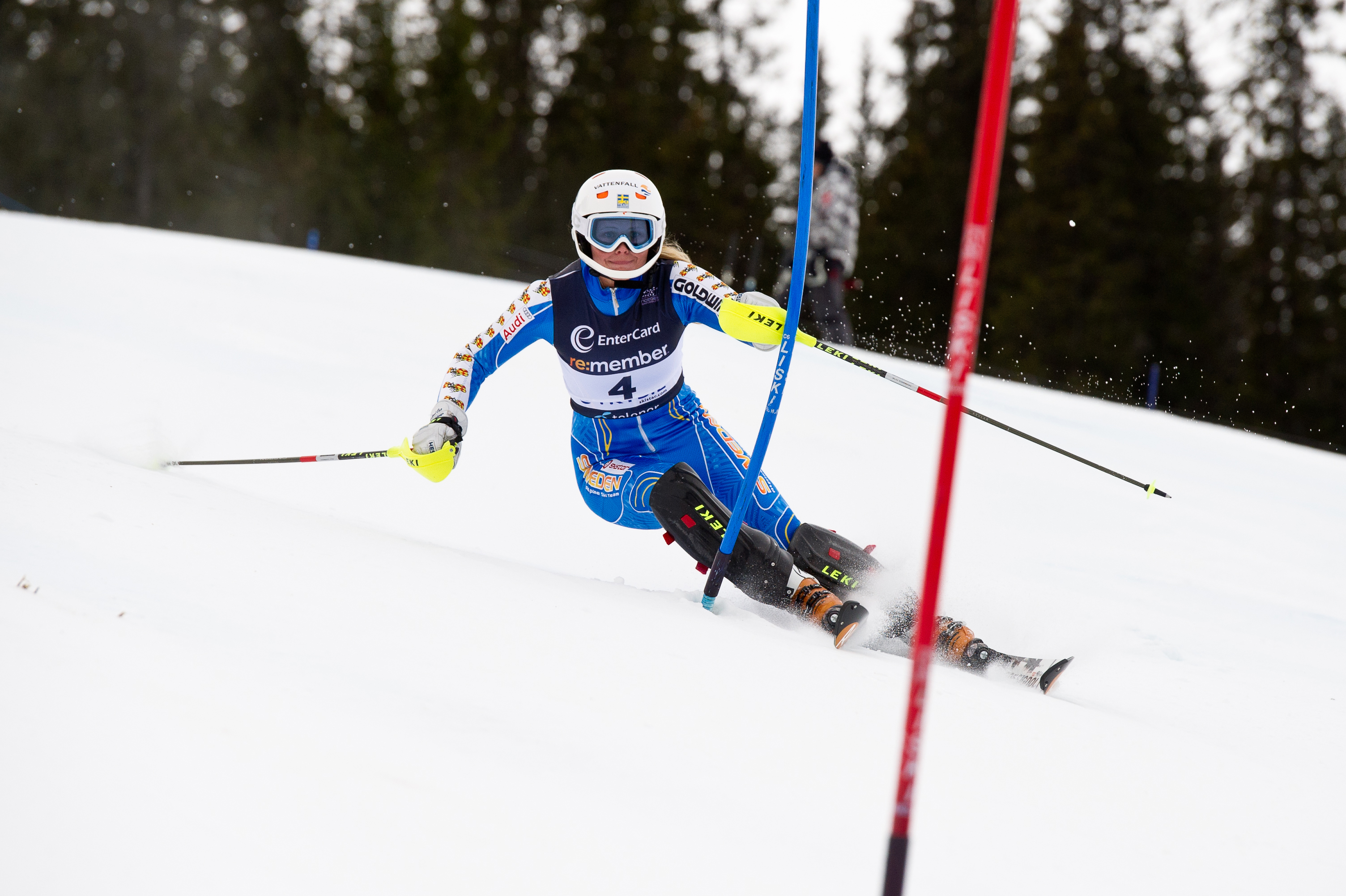
娜塔莉·埃克倫德2011年在挪威特呂西爾的曲道賽場

回转，又稱小曲道，是高山滑雪和單板滑雪的比赛项目，滑雪者在设立的定位杆/门（旗門）之间滑雪，小回转的定位杆/门之间的距离和大回转、超級大回转、滑降賽相比非常近。回转比赛平均时速30公里。
国际上，这项运动在国际滑雪联合会（FIS）高山滑雪世界锦标赛和冬季奥运会上进行比赛。

## 赛道
赛道上设有红色和蓝色的定位杆，一组相邻的红色和蓝色杆形成门，滑雪者必须从这些定位门通过。一旦漏门就属于犯规，不计入成绩。滑行时碰倒旗杆不算犯规。男子比赛一条赛道包含55-75个门，女子比赛一般包含40-60个门。上下两个旗门间距在0.75至13米之间。男子比赛回转的赛道一般有180-220米的垂直落差，女子比赛比落差稍微少一些。门宽4至6米。运动员从山顶沿线路连续转弯穿越旗门下滑。
因为回转賽的偏移量相對較小，滑雪者會採取相直接各的路線，並在通过時撞開定位杆，形同撞開「阻擋」（blocking）。现代最流行的回转賽撞杆技术是「交叉阻擋」（cross-blocking），亦即交互以外側的手撞開阻擋的定位杆。

## 高山滑雪比赛项目和滑雪技术
初学者往往会混淆滑雪比赛项目和技术。
- 高山滑雪比赛项目：高山滑雪比赛分为回转（Slalom）、大回转（Giant Slalom)、超級大回转（Super Giant Slalom)和滑降賽（Downhill）四种，其中前两种属于技巧类比赛，后两种属于速度类比赛。

- 滑雪技术：滑雪技术从初级到高级可以分为犁式（snow plough）、Christie 搓雪（Stem Christie）、平行转（parallel turn）和卡宾（Carving）,其中前两者都属于搓雪技术（Stemming）,后两者都要用到雪板刃，属于一条技术路线。

## 外部連結
- 维基共享资源上的相關多媒體資源：回转